# پیپت هلمیر
پیپت هلمیر (نام علمی: Anthus hellmayri) نام یک گونه از سرده پیپت است.